# قرار مجلس الأمن التابع للأمم المتحدة رقم 1037
قرار مجلس الأمن التابع للأمم المتحدة رقم 1037، المتخذ بالإجماع في 15 كانون الثاني / يناير 1996، بعد الإشارة إلى القرارات السابقة بشأن كرواتيا، بما في ذلك القراران 1023 (1995) و1025 (1995)، أنشأ المجلس سلطة الأمم المتحدة الانتقالية في سلافونيا الشرقية وبارانيا وسيرميوم الغربية لفترة أولية مدتها 12 شهرًا.
بدأ المجلس بإعادة التأكيد على أن سلافونيا الشرقية وبارانيا وسيرميا الغربية (المعروفة بالقطاع الشرقي) جزء لا يتجزأ من كرواتيا وأن احترام حقوق الإنسان والحريات الأساسية أمر مهم. تم تقديم الدعم للاتفاق الأساسي الذي تم التوقيع عليه في 12 نوفمبر 1995 بين حكومة كرواتيا والصرب المحليين. في أعقاب عملية العاصفة، دعا القرار الأطراف إلى «الامتناع عن أي أعمال أحادية الجانب». كان من المهم أن تعترف جميع البلدان في يوغوسلافيا السابقة بعضها ببعض.
بموجب الفصل السابع من ميثاق الأمم المتحدة، تقرر أن تعمل إدارة الأمم المتحدة الانتقالية في المناطق الثلاث لفترة أولية مدتها عام بمكونات عسكرية ومدنية. وطُلب من الأمين العام بطرس بطرس غالي تعيين مدير. سيكتمل نزع السلاح في غضون 30 يومًا من نشر العنصر العسكري في سلطة الأمم المتحدة الانتقالية. بعد 14 يومًا من التاريخ الذي كان من المقرر أن يتم فيه الانتهاء من نزع السلاح، سيتم إجراء مراجعة حول مدى استعداد الأطراف لتنفيذ الاتفاقية الأساسية. إذا أفاد الأمين العام بأن الأطراف لا تفي بالتزاماتها، فسيقوم بمراجعة ولاية سلطة الأمم المتحدة الانتقالية. وطُلب إليه أيضاً أن يقدم تقريراً إلى المجلس بحلول 15 كانون الأول / ديسمبر 1996 عن سلطة الأمم المتحدة الانتقالية وتنفيذ الاتفاق الأساسي.
أعلن مجلس الأمن أن المكون العسكري للسلطة الانتقالية سيتألف من قوة أولية تصل إلى 5000 فرد مع التفويض التالي:
(أ) رصد عملية التسريح والمساعدة في ذلك، حتى 20 حزيران / يونيو 1996؛
(ب) الإشراف على عودة اللاجئين والمشردين؛
(ج) المساهمة في إحلال السلام في المنطقة بوجودها؛
(د) المساعدة في تنفيذ الاتفاقية الأساسية.
كما تقرر أن يكون للعنصر المدني الولاية التالية:
(أ) إنشاء قوة شرطة مؤقتة بحلول تموز / يوليو 1996 قوامها حوالي 600 فرد والإشراف على نظام السجون؛ 
(ب) القيام بالمهام المتعلقة بالإدارة المدنية؛
(ج) القيام بالمهام المتعلقة بالخدمات العامة؛
(د) دعم عودة اللاجئين؛
(هـ) التحقق من الانتخابات وتنظيمها في نيسان / أبريل 1997؛
(و) القيام بمهام أخرى، مثل إعادة البناء الاقتصادي.
وستقوم سلطة الأمم المتحدة الانتقالية برصد امتثال الأطراف للاتفاق، واحترام حقوق الإنسان وتعزيز جو من الثقة. كما تم تفويض الدول الأعضاء لتقديم الدعم الجوي لحماية سلطة الأمم المتحدة الانتقالية. وقد طُلب أن تتعاون سلطة الأمم المتحدة الانتقالية مع القوة التنفيذية المخولة بموجب القرار 1031 (1995) وأن تتعاون جميع الدول مع المحكمة الجنائية الدولية ليوغوسلافيا السابقة المنشأة بموجب القرار 827 (1993).
أخيرًا، اختتم القرار بالطلب من الأمين العام النظر في السبل التي يمكن أن تساهم بها كرواتيا في تكلفة سلطة الأمم المتحدة الانتقالية.

## روابط خارجية
- نص القرار في undocs.org
- موقع UNTAES